# Leveles tengeri sárkány
A leveles tengeri sárkány (Phycodurus eques) a sugarasúszójú halak (Actinopterygii) osztályának pikóalakúak (Gasterosteiformes) rendjébe, ezen belül a tűhalfélék (Syngnathidae) családjába sorolt a Phycodurus nem egyetlen faja. Előfordul az ausztráliai kontinens déli és nyugati partjai mentén lévő tengerekben.
Nevét a testéből kiálló hosszú levélszerű részek miatt kapta. Valójában ezek a levelek nem az úszását, hanem a rejtőzködését segítik elő. Az úszását a nyakrészén elhelyezkedő mellúszója és a farokrészhez közeli hátúszója biztosítja. Ezekkel a kisméretű úszókkal keltett rezgésszerű mozgást nehéz észrevenni, így olyan látványt nyújt, mintha a vízben lebegő tengeri hínár lenne.
Közkeletű angol beceneve a "leafies", mely Dél-Ausztrália emblematikus tengeri hala és megóvására a helyi tengeri természetvédelem is nagy hangsúlyt fektet.

## Megjelenése
A csikóhalakhoz hasonlóan a leveles tengeri sárkány is hasonlít egy másik élőlényre a mitikus kínai sárkányra a Sen-lungra. Nem nő nagyra, de nagyobb, mint a csikóhal a maga 20-35 centiméteres nagyságával. Planktonokkal és a kisebb méretű rákokkal táplálkozik. A testét fedő bőrlebenyek a rejtőzködésben nyújtanak segítséget neki. Úszás közben is olyan látványt nyújt, mintha a vízben lebegő tengeri hínár lenne. A testszíne változó, de ezt elsősorban az étrend, a kor, az élettér és esetleges stresszhelyzet befolyásolhatja.

## Életmódja
Tápláléka a felemáslábú rákok, a hasadtlábú rákok és a planktonok, melyeket szívókaszerű szájával szippant be. Általában magányos életmódot folytat, amikor eljön az ívás ideje, akkor a hímek keresik meg a nőstényeket. Az utódnevelésben a szülők nem vesznek részt, mert azok önállóak kikelésük után. Kétéves korukra válnak ivaréretté.

## Fordítás
- Ez a szócikk részben vagy egészben  a   Leafy seadragon című angol Wikipédia-szócikk ezen változatának fordításán alapul.  Az eredeti cikk szerkesztőit annak laptörténete sorolja fel. Ez a jelzés csupán a megfogalmazás eredetét és a szerzői jogokat jelzi, nem szolgál a cikkben szereplő információk forrásmegjelöléseként.